# Taylor Hackford
Taylor Hackford (Santa Bárbara, California;  31 de diciembre de 1944) es un director de cine estadounidense. 

## Biografía
Taylor Hackford está casado con la ganadora del Óscar a la mejor actriz, Helen Mirren.
Hackford sirvió en Bolivia como voluntario del Cuerpo de Paz en la década de 1960.
Se graduó en la USC's School of Cinema-Television en 2000. En una reciente entrevista, confirmó que nunca había asistido a la escuela de cine: «Cuando termino una película, me alejo y nunca la vuelvo a ver. A veces ahora lo hago porque están los DVD y las pistas con comentarios. Normalmente la dejo a un lado y voy a la siguiente película. Yo nunca fui a la escuela de cine. Trabajé para la emisora de televisión pública KCET en Los Ángeles y trabajé en los conciertos. He hecho mucha música. Me siento muy cómodo filmando música, y creo que eso se puede ver».
El 11 de abril de 2006, Hackford anunció que haría su debut como director en Broadway llevando la película de 1992 de Steve Martin Leap of Faith a la escena como un musical de Broadway. El guion fue escrito por Alan Menken con letra de Glenn Slater, y se propone para un debut en la temporada 2007-2008. Hackford eligió Leap of Faith pese a que anteriormente se le había ofrecido la oportunidad de llevar su película Ray a los teatros. «Lo que me decidió en este caso fue el guion de Alan Menken y lo bien que encaja con el libro», dijo Hackford.

## Filmografía

### Director y productor
- Bukowski - 1973
- Against All Odds - 1984
- White Nigths - 1985
- Everybody's All-American - 1988
- Dolores Claiborne - 1995
- The Devil's Advocate - 1997 (productor ejecutivo)
- Proof of Life - 2000
- Ray - 2004
- Love Ranch - 2010

### Director
- Teenage Father - 1978
- The Idolmaker - 1980
- Oficial y caballero - 1982
- Hail! Hail! Rock 'n' Roll - 1987
- Blood In, Blood Out - 1993
- Smooth Criminal: The Michael Jackson Story - 2007
- Parker - 2013
- The Comedian - 2016
- Sniff - TBA

### Productor
- La bamba - 1987
- The Long Walk Home - 1990 (productor ejecutivo)
- When We Were Kings (Cuando éramos reyes) - 1996
- G:M:T: - Greenwich Mean Time - 1999

### Actor
- Bukowski: Born into This - Él mismo (2003)
- Kalima: océanos de fuego (2005)

## Premios y nominaciones
Premios Óscar
| Año  | Categoría          | Película      | Resultado |
| ---- | ------------------ | ------------- | --------- |
| 1979 | Mejor cortometraje | Teenage Padre | Ganador   |
| 2005 | Mejor película     | Ray           | Nominado  |
| 2005 | Mejor dirección    | Ray           | Nominado  |

Festival de Tokio
| Año  | Categoría      | Película            | Resultado |
| ---- | -------------- | ------------------- | --------- |
| 1993 | Mejor director | Blood In, Blood Out | Ganador   |